# Москаль (хребет)
Моска́ль — горный хребет в системе Уральских гор, находящийся в Челябинской области.

## Описание

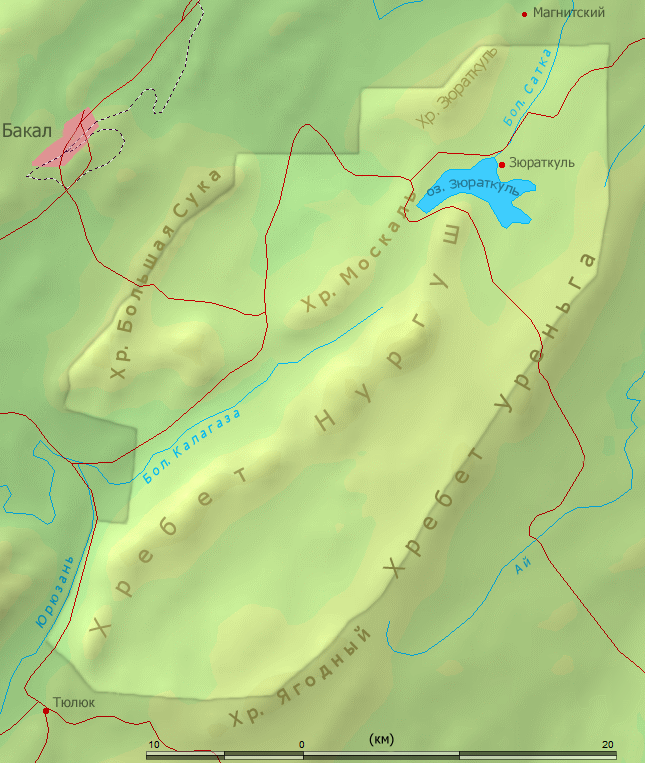
Схема национального парка «Зюраткуль»

Хребет расположен в центральной части национального парка «Зюраткуль». Геологически — это часть так называемого центрального, хребтово-увалистого района зоны западных высоких предгорий. Характерная для большинства южноуральских хребтов вытянутость с юго-запада на северо-восток присуща и хребту Москаль. Горная цепь, куда помимо Москаля входят расположенное юго-западнее ответвление хребта Большая Сука́ и расположенные к северо-востоку хребты Зюраткуль и Магнитный, образует единый антиклинорий. Северная часть хребта, называемая Малый Москаль, примыкает к озеру Зюраткуль. Хребет делится на Большой и Малый Москаль по седловине, недалеко от впадения речки Малый Кыл в Зюраткуль. Превышающие высоту 1000 метров над уровнем моря высочайшая вершина хребта Большая Калагаза и безымянная высота принадлежат Большому Москалю. Высота Малого Москаля достигает 861 метра. Значение перепада высот с озером Зюраткуль, расположенном на высоте 724 метра, достаточно мало́, поэтому Малый Москаль на фоне более высоких соседних хребтов Нургуш и Зюраткуль довольно неприметен.
В недрах хребта Москаль найдены месторождения титано-магнетитов. Однако их разработка на сегодняшний день под запретом в связи с охранным статусом территории парка. В середине XX века в районе Москаля был открыт палеовулкан, геологически связанный с хребтом. В этом месте, на территории чуть более 1 км2 обнаружено более 70 минералов. Для сравнения — во всём Ильменском минералогическом заповеднике найдено около 230—270 минералов.

## Название
В источниках XIX века хребет обозначался как Маткаль, позднее — Машкаль или Москаль, вероятно под влиянием просторечного прозвища русских москали (по-башкирски мәскәуле). Тем не менее, у местных русских жителей хребет известен под названием Маскаль.
По мнению краеведа В. Н. Чернецова, который подкрепляет свою теорию информацией о том, что в XVIII веке башкиры поклонялись деревянным идолам, стоящим в горах хребта Москаль, данный ороним можно перевести с башкирского и татарского как «Ведьмина гора». В пользу этой версии говорят созвучные башкирские словоформы мәскәй — «ведьма», и мәскәйле — «с ведьмами», а также существование в Кувандыкском районе Оренбургской области башкирского оронима Мәскәй — «Ведьма», который употребляется в названии одной из гор.